# Destrucción del anillo del Pescador

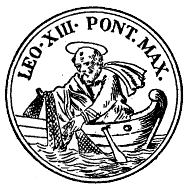
Anillo del Pescador de León XIII. Se puede apreciar el nombre del papa en latín; tras la destrucción del anillo y su reconstrucción para el nuevo papa, el nombre es grabado nuevamente.

La destrucción del anillo del Pescador, a veces llamado también piscatorio, es una ceremonia propia de la Iglesia católica durante el periodo de sede vacante, tras el deceso o la renuncia de un papa.
Después de que el equipo médico presente verifique el cese de actividades vitales, el camarlengo debe llamar al difunto pontífice tres veces por su nombre de pila, para luego golpear su frente con un pequeño martillo de plata. Tras este rito, el camarlengo declara «vere Papa mortuus est», lo que en latín significa «realmente, el papa está muerto». Por último, es el mismo camarlengo quien debe retirar el anillo de la mano del cadáver.
El camarlengo es quien se encarga de destruir el anillo, supuestamente golpeándolo con el martillo de plata hasta deformar completamente el sello y dejarlo inutilizable, aunque la Santa Sede jamás ha revelado cuál es el procedimiento real.[cita requerida] Se cree que, tras la destrucción del anillo, el material de este es utilizado para confeccionar el nuevo anillo destinado al siguiente papa, el cual recibe el anillo de manos del propio camarlengo, en la misa de inauguración del pontificado, por lo que, en teoría, recibe un anillo que ha pasado por diferentes papas a lo largo de la historia, desde el Clemente IV en el año 1265.[cita requerida]
A la vez que se destruye este anillo, también es destruido el sello de plomo con el escudo papal que este utilizó en vida para documentos públicos.